# Gunung Kayu Kaleu Busan
Gunung Kayu Kaleu Busan är ett berg i Indonesien.   Det ligger i provinsen Aceh, i den västra delen av landet, 1 700 km nordväst om huvudstaden Jakarta. Toppen på Gunung Kayu Kaleu Busan är 690 meter över havet, eller 87 meter över den omgivande terrängen. Bredden vid basen är 1,5 km.
Terrängen runt Gunung Kayu Kaleu Busan är kuperad åt nordost, men åt sydväst är den bergig. Trakten runt Gunung Kayu Kaleu Busan är nära nog obefolkad, med mindre än två invånare per kvadratkilometer. I omgivningarna runt Gunung Kayu Kaleu Busan växer i huvudsak städsegrön lövskog.